# گاسترولیت

## گاسترولیت
رده درمانی: مؤثر در بهبود علائم سندرم روده تحریک‌پذیر

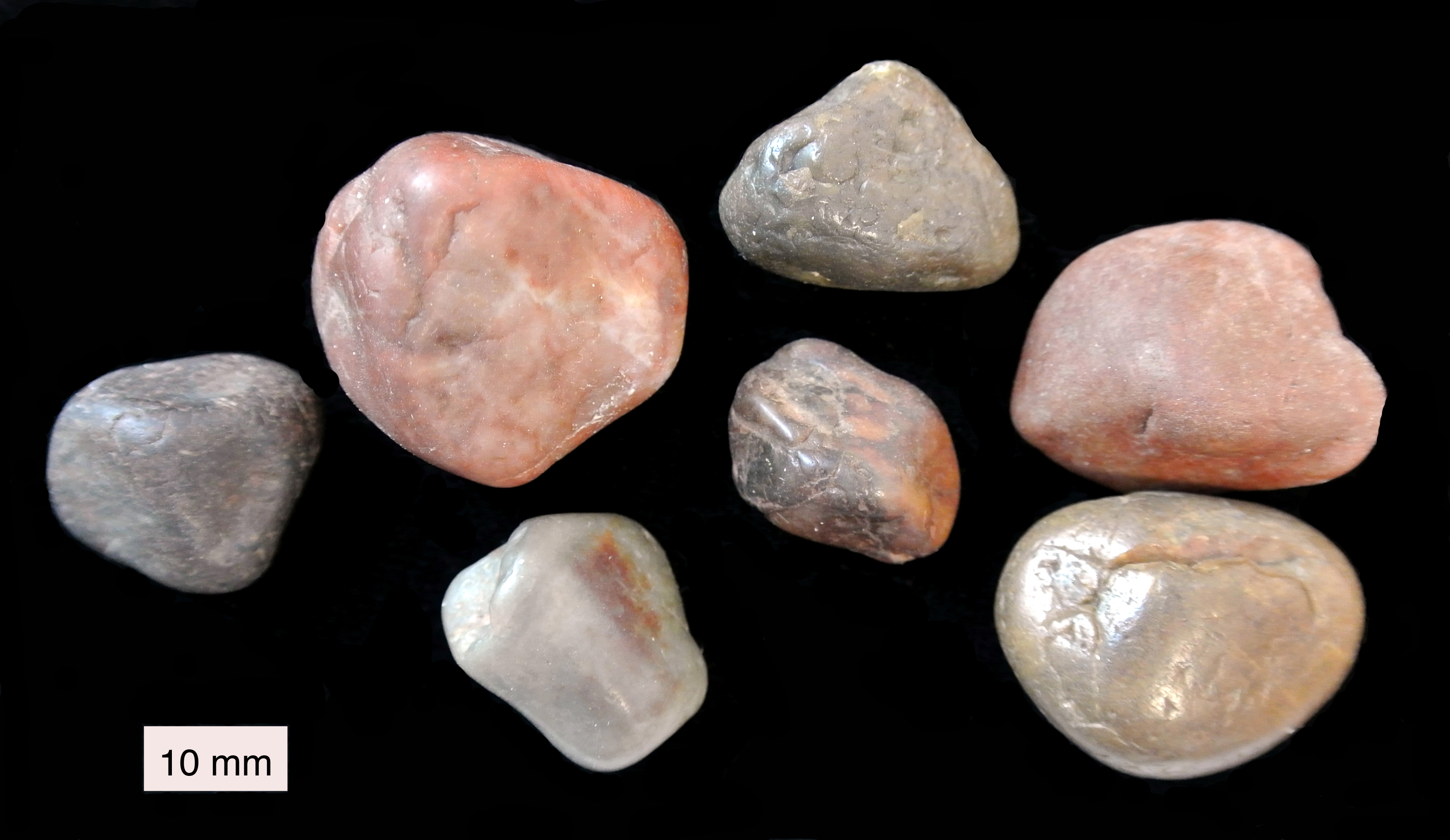

اشکال دارویی: قطره

## موارد مصرف
درمان علائم سندرم روده تحریک‌پذیر (IBS) مانند درد شکم و نفخ.

## مکانیسم اثر
این دارو از اسانس گیاه آویشن شیرازی با نام علمی Zataria multiflora از خانواده نعنائیان (Labiatae) تهیه شده‌است. اسانس آویشن شیرازی دارای اثرات واضح آنتی اسپاسمودیک بر روی عضلات صاف روده (مانند ایلئوم و …) بوده و موجب بهبود حرکت روده می‌گردد.

## عوارض جانبی
گاسترولیت ممکن است موجب آزردگی مخاطی شده و در تجویز مقادیر زیاد ایجاد تهوع، استفراغ، سرگیجه و سردرد نماید.